# Здания провинциального Совета Кентербери
Зда́ния провинциа́льного Сове́та Ке́нтербери (англ. Canterbury Provincial Council Buildings) — здания, бывшие в собственности Совета провинции Кентербери с 1853 года до упразднения провинциальных органов власти в 1876 году. Этот комплекс зданий — единственный сохранившийся до 2010-х годов и используемый по своему первоначальному назначению комплекс правительственных зданий в Новой Зеландии. Здания комплекса серьёзно пострадали в результате землетрясения в феврале 2011 года, и были частично демонтированы по распоряжению городского Совета Крайстчерча.

## Расположение

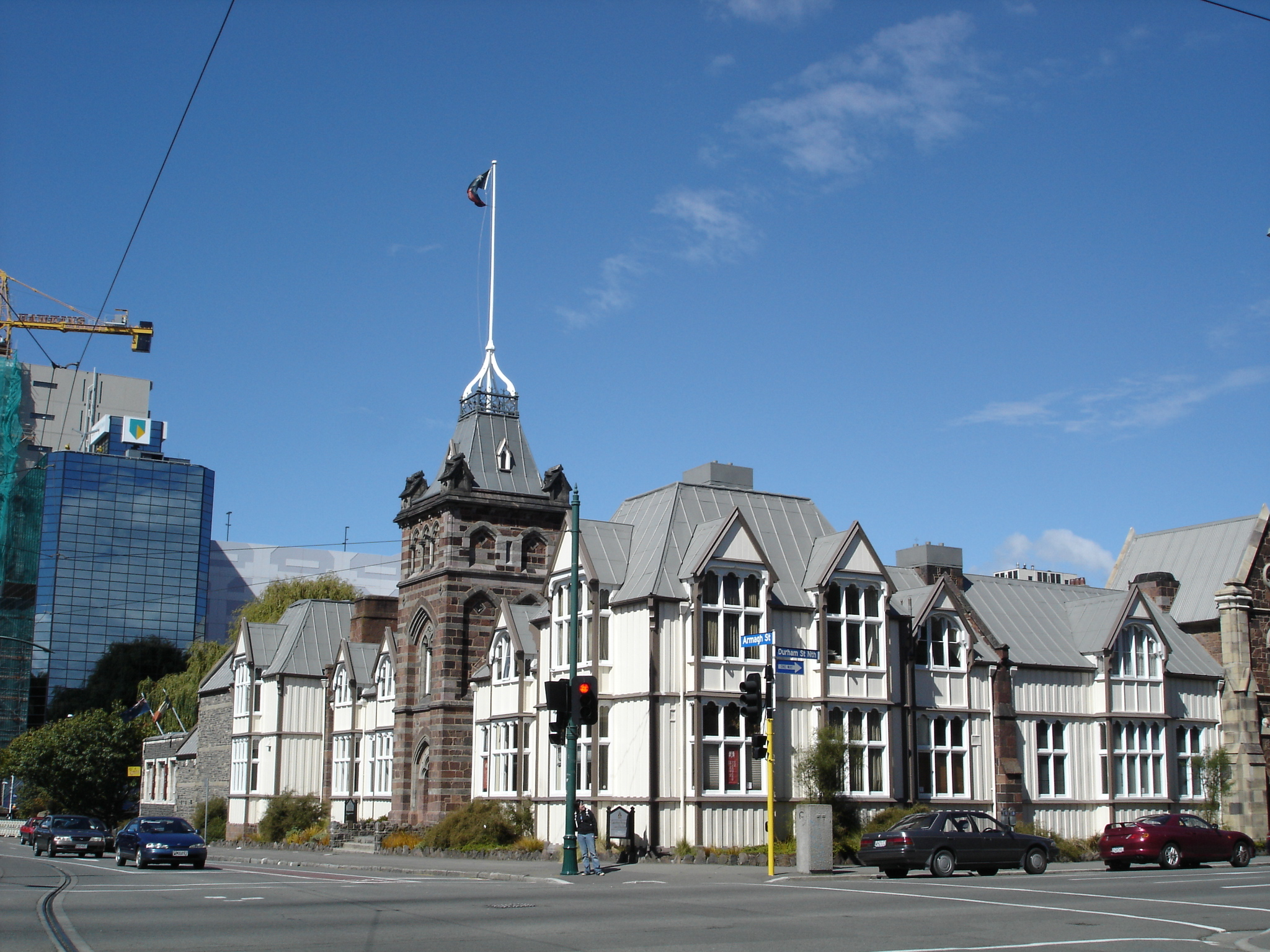
Вид вдоль Арма-стрит (Armagh Street).

Комплекс зданий провинциального Совета Кентербери расположен в центре Крайстчерча. Комплекс занимает целый квартал, ограниченный улицами Арма-стрит (англ. Armagh Street), Дарем-стрит (англ. Durham Street), Глостер-стрит (англ. Gloucester Street) и рекой Эйвон.

## Исторический контекст

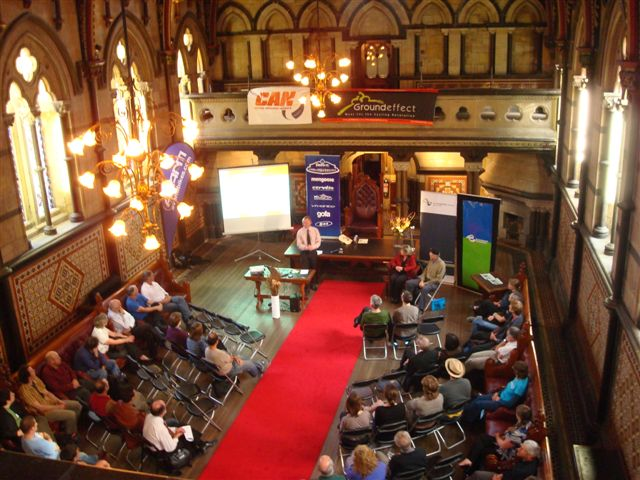
Церемония вручения премии Cycle Friendly Awards в Каменной палате, 2008 год.

Принятие Конституционного акта Новой Зеландии 1852 года, ратифицированного парламентом Великобритании, привело к образованию двухпалатного парламента Новой Зеландии. Нижняя (палата представителей) формировалась на выборной основе, в то время как верхняя палата (законодательный Совет) формировалась назначением членов палаты на должность. Голосование проводилось по простой мажоритарной системе, при которой избранными считаются кандидаты, получившие большинство голосов избирателей по избирательному округу, где они баллотируются. Тайного голосования тогда ещё не было. Законодательством также предусматривалось создание местных провинциальных органов власти, поначалу в шести провинциях (число которых впоследствии возросло до десяти). Во время всеобщих выборов 1853 года политических партий в Новой Зеландии не существовало. Поэтому все кандидаты были независимыми. Во время этих выборов избирались местные органы власти и палата представителей. Главами местных органов власти назначались суперинтенданты, избираемые отдельно.

## История строительства

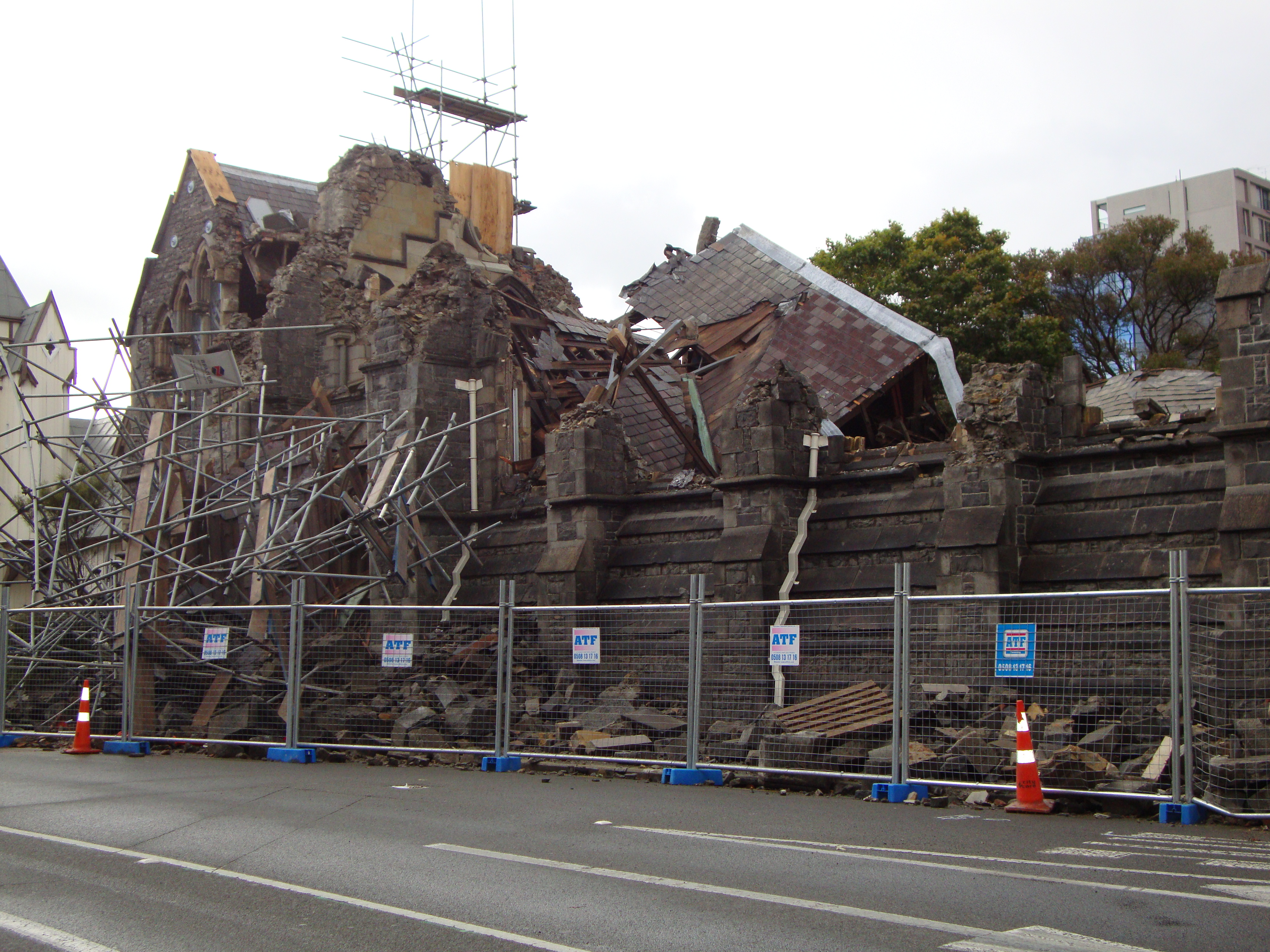
Каменная палата обрушилась в результате землетрясения в Крайстчерче в феврале 2011 года.

Краеугольный камень был заложен в январе 1858 года. Первым было построено двухэтажное деревянное здание в форме буквы «Г» на Дарем-стрит (англ. Durham Street). В этом здании разместилась так называемая «деревянная палата» (англ. Timber Chamber), оформленная в стиле английских поместий XIV—XVI веков, в которой разместился конференц-зал Совета провинции Кентербери. Деревянная палата находилась за фасадом здания, выходящего на Дарем-стрит, и впервые была использована по назначению в сентябре 1859 года. В это время с северной стороны здания возводилась пристройка, которая была введена в эксплуатацию в 1861 году. Эта пристройка расположилась на углу Дарем-стрит и Арма-стрит, образовав внутренний двор с имеющимися к тому моменту зданиями. В третий раз комплекс достраивался в период с 1864 по 1865 годы. Тогда была возведена «каменная палата», куда переехал конференц-зал Совета провинции Кентербери. Это здание было больше здания «деревянной палаты», что позволяло разместиться увеличившемуся к тому времени Совету провинции. Интерьер этого здания в некоторых источниках описывается как наиболее впечатляющее творение Бенджамина Маунфорта. Белламис-билдинг (англ. Bellamy's building), буфет, был построен за «деревянной палатой».
Это единственный сохранившийся до 2010-х годов и используемый по своему первоначальному назначению комплекс правительственных зданий в Новой Зеландии. Сохранилось также здание Совета провинции Саутленд в Инверкаргилле, но оно было построено в 1864 году в качестве масонской ложи и было приобретено Советом провинции Саутленд в 1866 году.

### Повреждения при землетрясении
В результате землетрясения в феврале 2011 года здания серьёзно пострадали. По словам представительницы городского Совета Крайстчерча, здания провинциального Совета Кентербери были «сровнены с землей». Обрушилась и каменная башня на Арма-стрит, через которую осуществлялся вход в комплекс зданий с северной стороны, и на которой первоначально были установлены часы с часовой башни Виктории. Доктор Ян Локхид (англ. Ian Lochhead), доцент кафедры истории искусств Кентерберийского университета, отметил, что утрата Каменной палаты в результате февральского землетрясения для многих стала самой большой культурно-исторической потерей. Локхид с 1981 был советником по реставрации зданий и призывал к реконструкции каменной палаты. Подробные оценки показали, что несмотря на то, что здания провинциального Совета Кентербери получили серьёзные повреждения, значительная их часть может быть восстановлена. Отчёт о возможных вариантах восстановления был предоставлен городскому Совету Крайстчерча в июне 2013 года.